# Маршаллові Острови на літніх Олімпійських іграх 2020
Маршаллові Острови на літніх Олімпійських іграх 2020 представляли два спортсмени в одному виді спорту.